# Megaselia postorta
Megaselia postorta är en tvåvingeart som beskrevs av Borgmeier 1967. Megaselia postorta ingår i släktet Megaselia och familjen puckelflugor. Inga underarter finns listade i Catalogue of Life.